# Vespertine World Tour
Il Vespertine World Tour è stata una tournée della cantante islandese Björk, incentrata sul suo album Vespertine.
Il tour è partito il 18 agosto 2001 dalla Francia e si è concluso nel dicembre 2001 a Reykjavík (Islanda).

## Artisti di apertura
- Matmos

## Canzoni eseguite
1. Frosti
2. Overture
3. All Is Full of Love
4. Aurora
5. Undo
6. Unravel
7. I've Seen It All
8. An Echo, A Stain
9. Generous Palmstroke
10. Hidden Place
11. Cocoon
12. Unison
13. Harm of Will
14. It's Not Up to You
15. Pagan Poetry
16. Possibly Maybe
17. Isobel
18. Hyperballad
19. Human Behaviour
20. Jóga
21. It's In Our Hands
22. You've Been Flirting Again
23. Army of Me
24. Bachelorette
25. Play Dead
26. Venus as a Boy
27. The Anchor Song
28. Who Is It
29. Pagan Poetry (Music Box)
30. Aurora (Music Box)
31. Gotham Lullaby (Meredith Monk cover)

## Concerti
Le prime quattro tappe del tour si sono svolte a Parigi, in Francia, nell'agosto 2001. La quinta data è stato invece a Londra il 29 agosto.
Il 6 settembre 2001 l'artista si è esibita a New York City (Stati Uniti), prima di fare ritorno in Europa. Le tappe europee, stabilite dall'11 al 29 settembre 2001, hanno visto coinvolti Germania, Svizzera, Francia, Inghilterra, Belgio e Paesi Bassi.
Il tour ha toccato nuovamente il Nord America (Stati Uniti e Canada) dal 4 al 22 ottobre 2001.
Il 1º novembre 2001 si è avuto il ritorno in Francia, prima di proseguire altre date europee in Spagna, Italia (l'8 ed il 10 novembre 2001 rispettivamente a Parma e Roma), Germania e nuovamente Francia.
Le date asiatiche del tour hanno visto toccato solo il Giappone, con tre concerti a Tokyo tra il 2 ed il 7 dicembre 2001.
Il 16 dicembre 2001 l'artista si è esibita a Londra (Inghilterra), mentre il tour si è ufficialmente concluso a Reykjavík (Islanda) per due concerti il 19 e 21 dicembre 2001.